# Hakusan-Nationalpark
Der Hakusan-Nationalpark (japanisch 白山国立公園, Hakusan Kokuritsu Kōen) ist ein japanischer Nationalpark und befindet sich auf der Insel Honshū etwa 100 km nördlich von Kyōto. Er wurde im Jahr 1962 gegründet und umfasst eine Fläche von 499 Quadratkilometern, wobei er sich über die Präfekturen Fukui, Gifu, Ishikawa und Toyama erstreckt. Als Nationalpark ist das Parkgebiet mit der IUCN-Schutzkategorie II klassifiziert. Das Umweltministerium ist für die Verwaltung des Parks zuständig. Das Parkgebiet teilt sich auf in eine besonders geschützte und besondere Zone. Das Gebiet wurde 1980 von der UNESCO als Biosphärenreservat anerkannt.

## Flora und Fauna
Die Landschaft wird von Bergland mit bisweilen steilen Hängen dominiert. Namensgebend ist der Vulkanberg Haku-san. Von November bis April liegt Schnee, der stellenweise regelmäßig 4–5 m tief sein kann. Die vorherrschende Vegetationsform sind Laubwälder, die in den oberen Lagen von Kerb-Buchen, weiter unten von Mongolischen Eichen dominiert werden. Daneben kommen Staudenfluren vor, etwa an Stellen, an denen Hänge abgerutscht sind. Weiter oben herrschen Nadelwälder vor. Das Gebiet wird vom Haku-san dominiert, einem 2702 m hohen Vulkan.
Zu den größeren Tieren des Gebietes zählen der Japanische Kragenbär, der Rotgesichtsmakak, der Honshu-Sikahirsch und der Japanische Serau. Unter den Vögeln fallen besonders der Berghaubenadler und der Steinadler auf.

## Landmarken

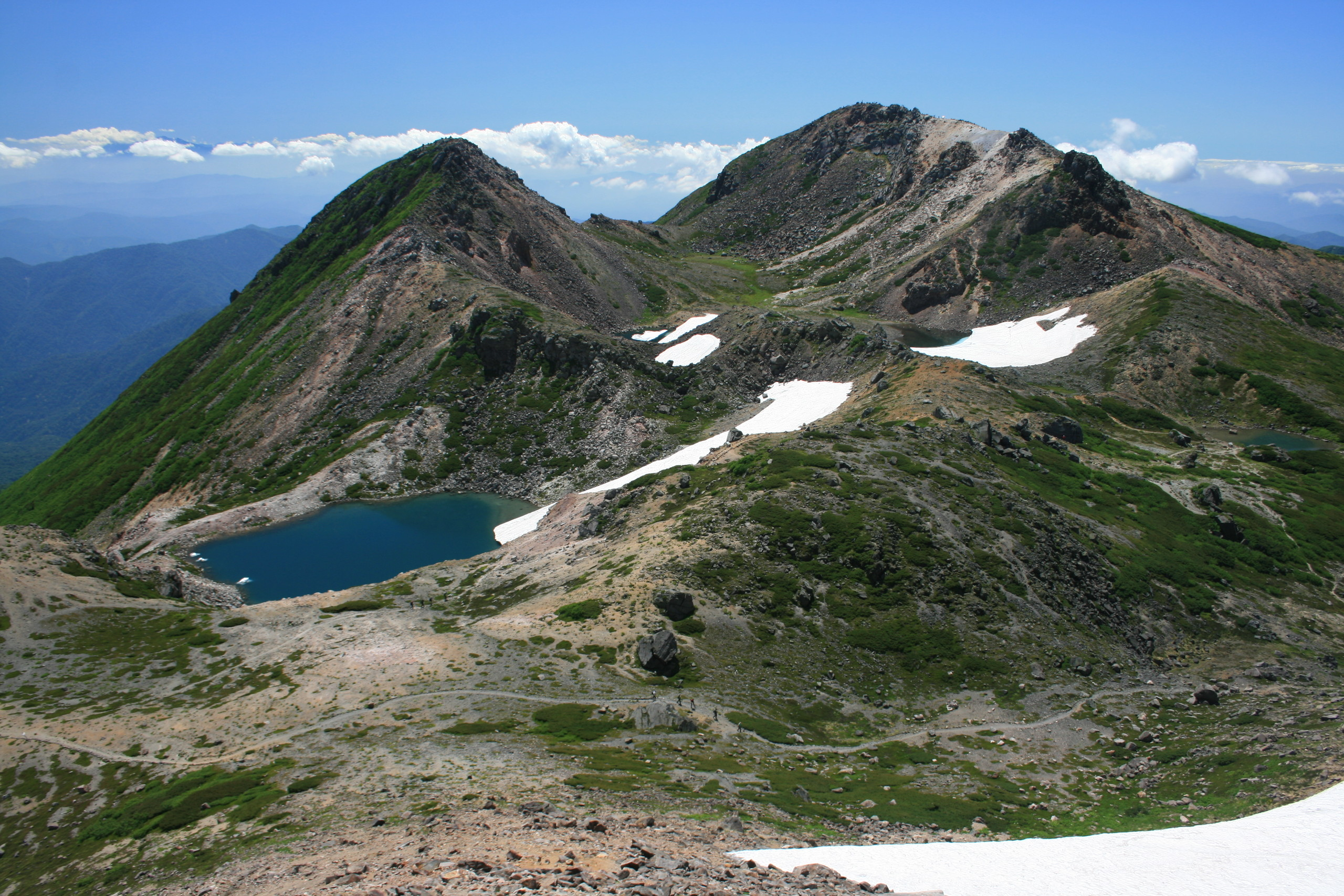
Blick auf den Haku-san von Ōnanjimine
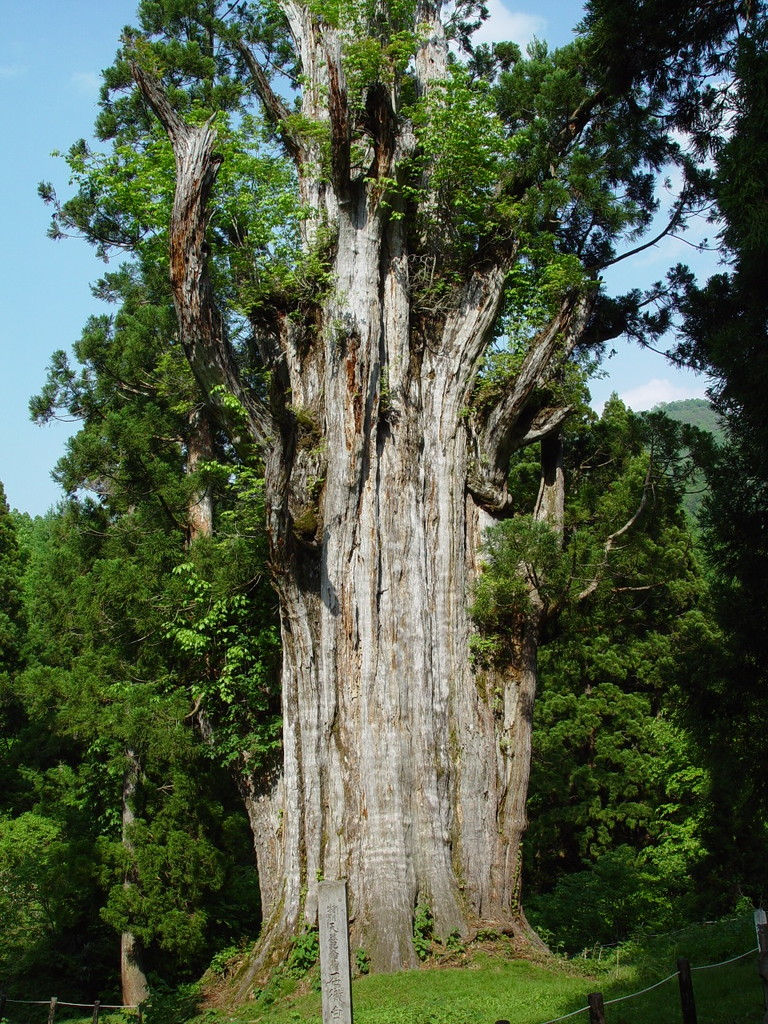
Itoshiro-Sugi
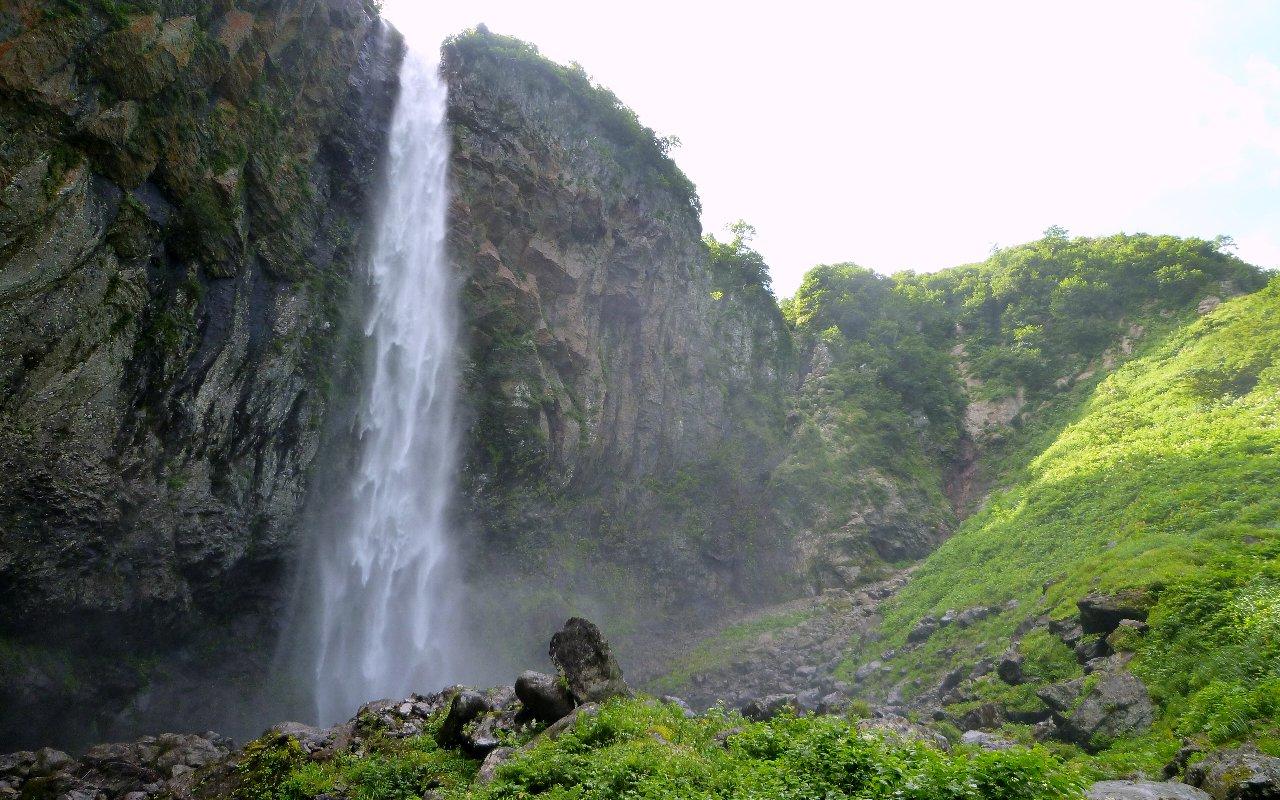
Hyakuyojō-Wasserfall (百四丈滝)
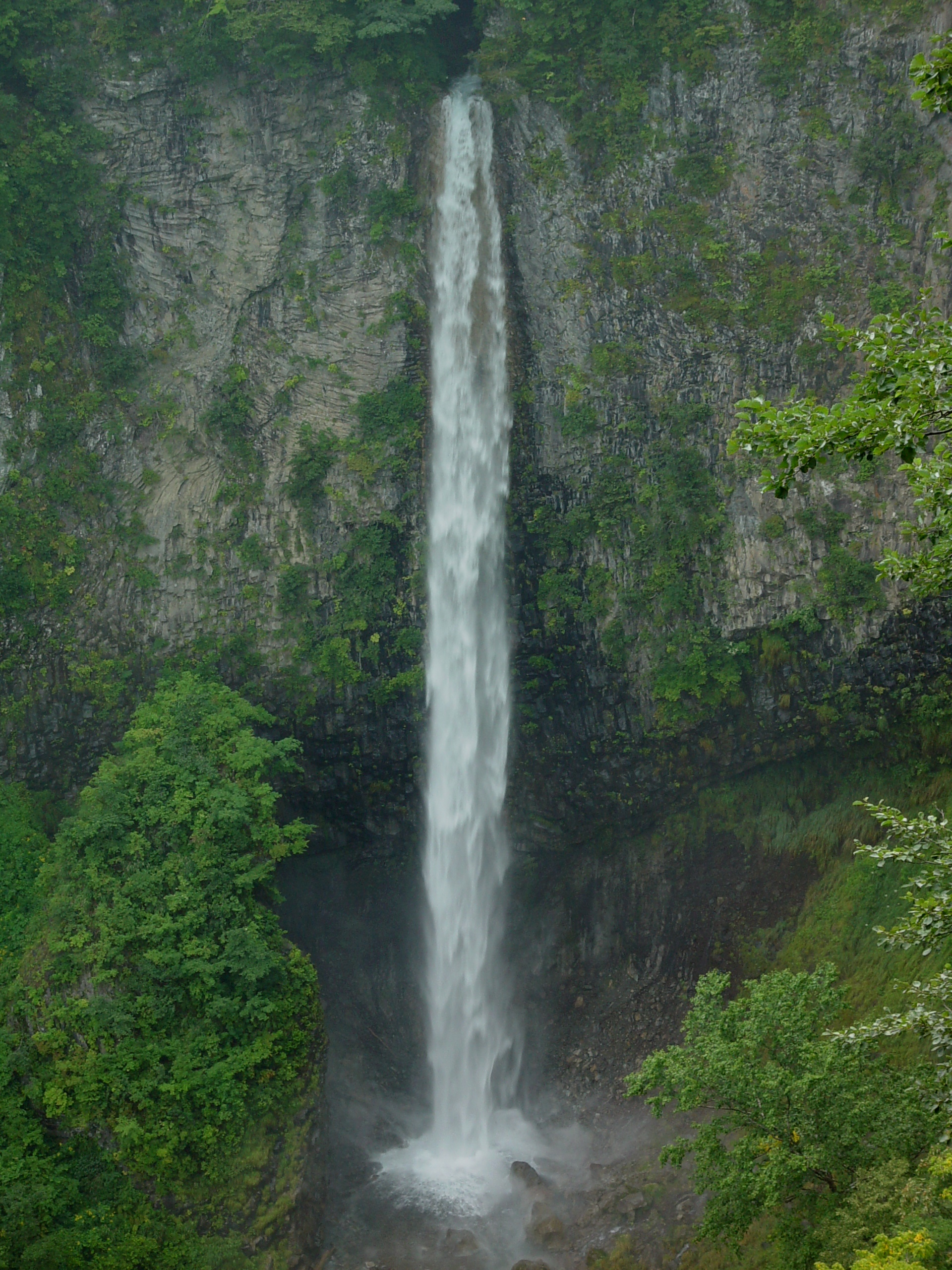
Shiramizu-Wasserfall

Wasserfälle
Es gibt mehrere Wasserfälle innerhalb des Parkgebiets. Der Hyakuyojō-taki (百四丈滝) ist der höchste Wasserfall. Der Hakusui-Wasserfall ergießt sich vom künstlich angelegten Hakusui-See. Weitere Wasserfälle sind der Fudō-Wasserfall (不動の滝 Fudō-no-taki) und der Shiramizu-no-taki. Letzterer bewältigt einen Höhenunterschied von 90 Metern. Der Fudō-Wasserfall befindet sich in der Akakura-Schlucht.
Itoshiro-Zeder
Die Itoshiro-Sugi (石徹白のスギ Itoshiro-no-sugi) ist eine sehr alte und die fünftgrößte Zeder Japans. Sie ist 24 Meter hoch mit einem Stammumfang von 13,45 Meter. Die Zeder wird auch Juni-kakae no Osugi („Von-12-umfasste-Riesenzeder“) genannt, da es 12 Erwachsene braucht ihren Stamm zu umfassen. Das Alter des Baumes wird auf mehr als 1800 Jahre geschätzt.  Derzeit ist die Hälfte des Stamms tot, die andere Hälfte lebt. Bis zur Entdeckung der Jōmon-Sugi auf Yakushima war sie eine der größten Zedern Japans. Am 9. Dezember 1924 wurde sie als nationales Naturdenkmal ("Ishitetsu Shiro no Sugi") ausgewiesen und am 2. Juli 1957 als nationales besonderes Naturdenkmal.
Hakusan-Chukyo-jinja-Schrein
Dieser Shintō-Schrein in Itoshiro in der Präfektur Gifu ist ein seit der Antike bekannter heiliger Ort. Der Schrein ist ein Zentrum des Shintoismus und speziell des Hakusan-Glaubens. Riesige über 1300 Jahre alte japanische Zedern umranden den Eingang zum Schrein.
Bunao-Bergobservatorium
Das Observatorium liegt in Hakusan im Nordwesten des Nationalparks. Von hier aus lassen sich im Winter Tiere wie Japanische Serau, Japanmakaken und Steinadler beobachten.

## Tourismus
Innerhalb eines Jahres haben zuletzt (Stand 2013) 660.000 Personen den Nationalpark besucht.